# Seznam památných stromů v Českých Budějovicích
Seznam obsahuje památné, pamětní a významné stromy na území Českých Budějovic.

## Seznam

### Existující
| Název                             | Obrázek                           | Umístění                                           | Druh               | Obvod [v cm] | Věk (odhad)       | Kód wikidata     | Galerie                                                                               | Poznámka |
| --------------------------------- | --------------------------------- | -------------------------------------------------- | ------------------ | ------------ | ----------------- | ---------------- | ------------------------------------------------------------------------------------- | --- |
| Císařské duby                     |                                   | Sady (Mokrého sad)                                 | dub letní (2)      |              | >146 let          | (Q124034924)     | Kategorie „Císařské duby (České Budějovice)“ na Wikimedia Commons                     | Dvojice dubů západně od vyústění Krajinské ulice na Sady. Vysazeny 23. dubna 1879, den před výročím stříbrné svatby Františka Josefa I. a Alžběty Bavorské.                                                                        |
| Červenolistý buk                  |                                   | Dukelská 671/66                                    | buk lesní nachový  | 248          | ~165 let ~93 let  | 103238 Q26788222 | Kategorie „Červenolistý buk v Budovcově ulici“ na Wikimedia Commons                   | 19 m vysoký buk lesní nachový na zahradě. Věk odhadován na 80 (2012) až 120 (1980) let. |
| Dub u Starohaklovského rybníka    | Dub u Starohaklovského rybníka    | Haklovy Dvory 49°0′4″ s. š., 14°24′35″ v. d.       | dub letní          | 450          | ~277 let          | 103178 Q26788144 | Kategorie „Dub u Starohaklovského rybníka“ na Wikimedia Commons                       | 25 m vysoký dub letní na samotě u hráze Starohlaklovského rybníka. |
| Dub U Špačků                      | Dub U Špačků                      | U Červeného dvora 48°57′16″ s. š., 14°28′58″ v. d. | dub letní          | 418          | ~227 let          | 103154 Q26788122 | Kategorie „Dub U Špačků“ na Wikimedia Commons                                         | 25 m vysoký dub letní s hluboko nasazenou korunou na pravém břehu Malše mezi dvorem U Špačků a Červeným dvorem. |
| Hloh Biologické fakulty           | Hloh Biologické fakulty           | kampus Jihočeské univerzity                        | hloh               |              | >33 let           | (Q120435468)     | Kategorie „Hloh Biologické fakulty JčU“ na Wikimedia Commons                          | Zasadili první studenti Biologické fakulty Jihočeské univerzity v roce 1992. |
| Jinan u loděnice                  | Jinan u loděnice                  | Lannova loděnice                                   | jinan dvoulaločný  | 182          | ~113 let ~107 let | 103155 Q26788123 | Kategorie „Jinan u loděnice“ na Wikimedia Commons                                     | 18 metrů vysoký jinan s nepravidelnou korunou roste v areálu Lannovy loděnice, u Dlouhého mostu, na levém břehu Vltavy. V roce 1998 odhadováno 80 let, v roce 2012 odhadováno 100 let.                                             |
| Jinan v rajské zahradě            | Jinan v rajské zahradě            | Dominikánský klášter                               | jinan dvoulaločný  | 238          | ~183 let          | 103205 Q26788168 | Kategorie „Jinan v rajské zahradě“ na Wikimedia Commons                               | 22 m vysoký jinan v rajské zahradě kláštera. Podle odhadů vysazen začátkem až v polovině 19. století (např. odhad 170 let v roce 2012).                                                                                            |
| Lípa na Sokolském ostrově         | Lípa na Sokolském ostrově         | Sokolský ostrov                                    | lípa malolistá     | 660          | ~375 let          | 103237 Q26788213 | Kategorie „Lípa na Sokolském ostrově (České Budějovice)“ na Wikimedia Commons         | 25 m vysoká lípa na Sokolském ostrově západně od náměstí Přemysla Otakara II. |
| Lípa republiky                    | Lípa republiky                    | Senovážné náměstí                                  | lípa malolistá     |              | >7 let            | (Q120412486)     | Kategorie „Lípa republiky (Senovážné náměstí)“ na Wikimedia Commons                   | 8. května 2018 byla před budovou hlavní pošty k příležitosti 100 let Československa vysazena statutárním městem České Budějovice.                                                                                                  |
| Lípa republiky                    | Lípa republiky                    | Výstaviště                                         | lípa malolistá     |              | >7 let            | (Q120415155)     | Kategorie „Lípa republiky 2018 (České Budějovice)“ na Wikimedia Commons               | 25. srpna 2018 byla před areálem Výstaviště k příležitosti 100 let Československa vysazena společností Výstaviště České Budějovice a. s.                                                                                           |
| Lípa republiky                    | Lípa republiky                    | kaple Všech svatých země České                     | lípa               |              | >7 let            | (Q120442625)     | Kategorie „Lípa republiky - Strom svobody“ na Wikimedia Commons                       | 23. října 2018 byla (cca 30 metrů SZ od kaple) k příležitosti 100 let Československa vysazena Radou dětí a mládeže Jihočeského kraje lípa získaná od Nadace Partnerství. Uváděná jako Lípa republiky i jako Strom svobody.         |
| Lípa Rotary Clubu                 | Lípa Rotary Clubu                 | Sokolský ostrov                                    | lípa               |              | >21 let           | (Q134821541)     | Kategorie „Lípa Rotary Clubu (České Budějovice)“ na Wikimedia Commons                 | 27. října 2004 vysadil Rotary Club k příležitosti 100. výročí lípu u lávky přes Slepé rameno. Pod lípou je osazen kámen s logem klubu a letopočtem 2005.                                                                           |
| Lípa slovinsko-českého přátelství | Lípa slovinsko-českého přátelství | Lidická × Mánesova                                 | lípa               |              | >22 let           | (Q120635551)     | Kategorie „Lípa slovinsko-českého přátelství (České Budějovice)“ na Wikimedia Commons | Vysazena 2003. |
| Lípy republiky                    | Lípy republiky                    | nemocnice                                          | lípa (3)           |              | >7 let            | (Q134571595)     | Kategorie „Lípy republiky (nemocnice České Budějovice)“ na Wikimedia Commons          | 25. října 2018 byla vysazena trojice lip v areálu nemocnice mezi budovou ředitelství a pavilonem C. |
| Lípy u Slepého ramene             | Lípy u Slepého ramene             | Polygonální bašta                                  | lípa malolistá (2) | 130          | ~205 let          | (Q26788213)      | Kategorie „Lípy u Slepého ramene“ na Wikimedia Commons                                | Dvojice lip u kapličky se sochou svatého Jana Nepomuckého z roku 1708. Vysazeny pravděpodobně před rokem 1850. Levá (severní) z lip obhájila 6. místo v anketě Strom roku 2020.                                                    |
| Pivní lípa                        | Pivní lípa                        | Lidická tř. 2/4                                    | lípa               |              | >30 let           | (Q120635518)     | Kategorie „Pivní lípa“ na Wikimedia Commons                                           | 6. května 1995 u příležitosti 100 let pivovaru Budvar vysadili primátor města Miroslav Beneš a ředitel pivovaru Jiří Boček lípu, kterou zalili čtyřmi litry Budvaru.                                                               |
| Sokolská lípa                     | Sokolská lípa                     | Sokolský stadion                                   | lípa               |              | >6 roky           | (Q120886687)     | Kategorie „Strom milénia (České Budějovice)“ na Wikimedia Commons                     | 19. září 2019 byla k příležitosti 150 let Sokola a 95. let sportovního areálu vysazena lípa (přímo u běžecké dráhy). |
| Strom Biskupského gymnázia        | Lípy u Slepého ramene             | Senovážné náměstí                                  | dub cer            |              | >11 let           | (Q120441776)     | Kategorie „Strom Biskupského gymnázia“ na Wikimedia Commons                           | 21. listopadu 2014 z iniciativy učitele Pavla Vondráka vysadili studenti Biskupského gymnázia strom opatřený pamětní destičkou s citací Abraháma.                                                                                  |
| Strom milénia                     | Strom milénia                     | Výstaviště mezi H a B1                             | lípa               |              | >23 let           | (Q120442436)     | Kategorie „Strom milénia (České Budějovice)“ na Wikimedia Commons                     | 3. října 2002 vysadila u příležitosti výstavy Vzdělání a řemeslo ministryně školství Petra Buzková lípu. |
| Strom lásky                       | Strom lásky                       | Staroměstský park                                  | jinan dvoulaločný  |              | >3 roky           | (Q120785012)     | Kategorie „Strom lásky (České Budějovice)“ na Wikimedia Commons                       | Vysazen 2022. Stromy lásky v České republice vysazuje Lenka Kryštofová na paměť svého zesnulého manžela Antonína Jiřího Kryštofa.                                                                                                  |
| Strom Olgy Havlové                | Strom Olgy Havlové                | kampus Jihočeské univerzity                        | lípa malolistá     |              | >7 let            | (Q120441949)     | Kategorie „Strom Olgy Havlové (České Budějovice)“ na Wikimedia Commons                | 9. října 2018 byl k příležitosti nedožitých 85. let Olgy Havlové vysazen strom v kampusu Jihočeské univerzity jako jeden z celkem 85 stromů dobré vůle zasazených u této příležitosti.                                             |
| Strom republiky                   | Strom republiky                   | Velký jez                                          | lípa velkolistá    |              | >7 let            | (Q134410897)     | Kategorie „Strom republiky (České Budějovice)“ na Wikimedia Commons                   | V roce 2018 byla po záštitou senátu České republiky vysazena Jiřím Šestákem lípa u Velkého jezu. Vypěstována byla Dendrologickou zahradou v Průhonicích jako potomek památné Sudslavické lípy (evidenční číslo 306011.1/1-102800). |

### Neznámý stav
| Název            | Obrázek | Umístění                                             | Druh     | Obvod [v cm] | Kód wikidata | Galerie | Poznámka |
| ---------------- | ------- | ---------------------------------------------------- | -------- | ------------ | ------------ | ------- | --- |
| Lípa Svobody     |         | Sad Svobody („U Parku“)                              | lípa     |              |              |         | 21. dubna 1919 vysadil okrašlovací spolek Čtyři Dvory lípu a do kořenů uložil pamětní listinu v lahvi. Do roku 2023 se v parku dochovalo 5 vzrostlých lip. Není známo, zda je některá z nich Lípou Svobody. |
| Lípa Svobody     |         | Beseda Na Sadech 2036/18                             | lípa     |              |              |         | 1. května 1919 byla na zahradě Besedy v blízkosti hudebního pavilonu vysazena lípa. |
| Lípa Svobody     |         | Kongregace sester Nejsvětější Svátosti Lipenská 1979 | lípa     |              |              |         | 3. května 1919 vysazena v botanické zahradě v areálu škol a kongregace. |
| Lípa Svobody     |         | U Slovanské lípy                                     | lípa     |              |              |         | 18. července 1948 u příležitosti stého výročí Slovanské lípy byla v zahradě hostince na místo lípy zaniklé roku 1943. Pod kořeny bylo uloženo kovové pouzdro s pamětní listinou z pergamenového papíru. |
| Lípa Svobody     |         | Sokolský ostrov                                      | lípa     |              |              |         | 25. října 1993 vysadili představitelé obnoveného Sokola u Sokolovny dvě tzv. předsletové lípy (uvedeny v seznamu samostatně) a jednu Lípu Svobody. |
| Lípy Svobody     |         | Kněžské Dvory                                        | lípa (?) |              |              |         | 18. května 1919 byly před č. p. 1 (dnes Adolfa Trägera 85/341 vysazeny Lípy Svobody v neupřesněném počtu. Do 20. výročí založení republiky (1938) dožila jediná, která byla tehdy (s pouzdrem obsahujícím pamětní zápis) přesazena na vhodnější místo do Tyršova sadu. |
| Lípy Svobody     |         | Ledenická × E. Beneše                                | lípa (3) |              |              |         | 27. dubna 1919 vysadila tělovýchovná jednota Sokol u křižovatky v Suchém Vrbném trojici lip. |
| Předsletové lípy |         | Sokolský ostrov                                      | lípa (2) |              |              |         | 25. října 1993 vysadili představitelé obnoveného Sokola u Sokolovny dvě tzv. předsletové lípy a jednu Lípu Svobody (uvedená v seznamu samostatně). |
| Slovanské lípy   |         | Sokolský ostrov                                      | lípa (4) |              |              |         | 28. října 1933 uspořádali u příležitosti 15 let výročí Československa budějovičtí Sokolové slavnost vysazení čtyř lip slovanské vzájemnosti (jugoslávská, lužická, polská a ruská) v blízkosti památné lípy. |
| Stromy Karla I.  |         | České Vrbné (náves)                                  | ?        |              |              |         | 13. května 1917 uspořádala česká obecná škola Matice školské tzv. stromkovou slavnost, při které na návsi v Českém Vrbném slavnostně vysadila neupřesněné množství stromů na paměť nástupu císaře Karla I. na trůn. S ohledem na brzký konec monarchie se nedochovala informace, o které stromy by mělo jít. K roku 2023 se na návsi nachází dvojice lip malolistých rostoucích v těsné blízkosti hasičské zbrojnice. |

### Zaniklé
| Název                | Obrázek                   | Umístění                               | Druh      | Obvod [v cm] | Kód wikidata | Galerie                                                    | Poznámka |
| -------------------- | ------------------------- | -------------------------------------- | --------- | ------------ | ------------ | ---------------------------------------------------------- | --- |
| Dub z Hluboké        | Dub letní od zámku Ohrada | park Dlouhá louka                      | dub letní |              | (Q106674672) | Kategorie „Dub letní od zámku Ohrada“ na Wikimedia Commons | Po roce 2000 padlý dub byl v říjnu 2010 převezen z Hluboké nad Vltavou do Českých Budějovic. Hmotnost při převozu: 22,5 tuny. Kmen stromu doplněný infotabulí dosud existuje. |
| Lípa německé svobody |                           | Dukelská 9/245                         | lípa      |              |              |                                                            | 17. května 1919 vysadila tehdejší německá chlapecká škola (na základě úředního nařízení pořádat stromkové slavnosti) lípu na školním dvoře. Dnes je na místě parkoviště Pedagogické fakulty Jihočeské univerzity bez zeleně.                                                           |
| Lípy Svobody         |                           | Mariánská kasárna                      | lípa (4)  |              |              |                                                            | 13. dubna 1919 vysadil 91. pluk před budovou kasáren čtyři lípy. Pod kořeny bylo vloženo pouzdro s pamětní listinou a první lopatku půdy přihodil August Zátka. Lípa, která u kasáren roste dosud, je mladší.                                                                          |
| Lípy Svobody         |                           | Rožnov                                 | lípa (3)  |              |              |                                                            | 11. května 1919 byly u hlavní silnice naproti tehdejší matiční škole (prostor současné čerpací stanice) vysazeny tři Lípy Svobody, pojmenované (v pořadí směrem od Č. Budějovic): Masarykova lípa, Lípa Matice školské a Wilsonova lípa.                                               |
| Masarykova lípa      |                           | Husova tř. 1849/1 Dívčí lyceum Ludmila | lípa      |              |              |                                                            | 12. prosince 1918 vysazena na školním pozemku poblíž Mlýnské stoky. Zanikla snad v souvislosti se vznikem přístavby. |
| Slovanská lípa       |                           | U Slovanské lípy                       | lípa      |              |              |                                                            | 1848 byla v zahradě hostince zasazena lípa, jejíž označení se přeneslo na název hostince. Zanikla za okupace 1943. |
| Staletá lípa         |                           | Skuherského                            | lípa      |              |              |                                                            | Lípa označovaná jako staletá či stará rostla naproti studentskému semináři ve Skuherského ulici. Na přelomu prosince a listopadu během studené zimy 1928 / 1929 napadlo množství sněhu, které lípu rozlámalo, takže musela být odstraněna. Byla považována za prvek starých Budějovic. |

Pamětní kniha (kronika) obce Kališť uvádí, že 18. září 1927 ve 14:30 přišla větrná smršť, která rozlámala památnou lípu u kostela na Dobré Vodě (která byla mezi lety 1952 a 1990 součástí Českých Budějovic).